# PSX (časopis)
PSX je ugasli hrvatski časopis o igrama za konzole PlayStation i PlayStation2. Prvi je broj izašao u ožujku 1999. godine, a zadnji broj u ljeto 2002. godine. Ukupno je izašlo 38 brojeva časopisa. PSX je kratica za "Playstation Experience".

## GamePlay
Nakon kraće pauze, novinari i urednici PSX-a počeli su izdavati drugi časopis pod imenom GamePlay. Glavni je urednik bio Dario Zrno, a poznatiji su novinari braća Berislav i Krešimir Jozić te kolumnisti Danijel Reškovac i Boris Banović. Časopis se distribuirao u Hrvatskoj, BiH, Crnoj Gori i Srbiji.
Za razliku od PSX-a, GamePlay se bavio i drugim platformama (Xbox, Xbox 360, PlayStation 3, Wii, PSP, Gamecube, mobilne igre, GBA...), a od 37. broja i igrama za PC.